# Mohamed Amine Ben Hamida
Mohamed Amine Ben Hamida (Tunisi, 15 dicembre 1995) è un calciatore tunisino, difensore dell'Espérance e della nazionale tunisina.

## Carriera

### Club
Cresciuto nel settore giovanile dell'Espérance, debutta fra i professionisti il 9 agosto 2016 con la maglia dell'Olympique Béja in occasione del match di Championnat de Ligue Professionelle 1 perso 2-0 contro il Gabès.

### Nazionale
Nel novembre 2021 viene convocato dal CT della nazionale tunisina per prendere parte alla Coppa araba FIFA 2021. Fa il suo esordio assoluto il 1º dicembre seguente rimpiazzando Baghdad Bounedjah al 79' del match vinto 4-0 contro il Sudan; debutta il 30 novembre in occasione del match della fase a gironi vinto 5-1 contro la Mauritania.

## Statistiche
Statistiche aggiornate al 10 dicembre 2021.

### Presenze e reti nei club
| Stagione        | Squadra         | Campionato      | Campionato | Campionato | Coppe nazionali | Coppe nazionali | Coppe nazionali | Coppe continentali | Coppe continentali | Coppe continentali | Altre coppe | Altre coppe | Altre coppe | Totale | Totale | Totale |
| Stagione        | Squadra         | Comp            | Pres       | Reti       | Comp            | Pres            | Reti            | Comp               | Pres               | Reti               | Comp        | Pres        | Reti        | Pres   | Reti   |        |
| --------------- | --------------- | --------------- | ---------- | ---------- | --------------- | --------------- | --------------- | ------------------ | ------------------ | ------------------ | ----------- | ----------- | ----------- | ------ | ------ | ------ |
| 2016-2017       | Olympique Béja  | L1              | 9          | 0          | CT              | 0               | 0               |                    | -                  | -                  |             | -           | -           | 9      | 0      |        |
| 2019-2020       | Espérance       | L1              | 5          | 0          | CT              | 0               | 0               | CCL                | 1                  | 0                  |             | -           | -           | 6      | 0      |        |
| 2020-2021       | Espérance       | L1              | 13         | 0          | CT              | 0               | 0               | CCL                | 8                  | 0                  |             | -           | -           | 21     | 0      |        |
| 2021-2022       | Espérance       | L1              | 6          | 0          | CT              | 0               | 0               | CCL                | 2                  | 0                  | ST          | 1           | 0           | 9      | 0      |        |
| Totale carriera | Totale carriera | Totale carriera | 33         | 0          |                 | 0               | 0               |                    | 11                 | 0                  |             | 1           | 0           | 45     | 0      |        |

### Cronologia presenze e reti in nazionale
| Cronologia completa delle presenze e delle reti in nazionale ― Tunisia | Cronologia completa delle presenze e delle reti in nazionale ― Tunisia | Cronologia completa delle presenze e delle reti in nazionale ― Tunisia | Cronologia completa delle presenze e delle reti in nazionale ― Tunisia | Cronologia completa delle presenze e delle reti in nazionale ― Tunisia | Cronologia completa delle presenze e delle reti in nazionale ― Tunisia | Cronologia completa delle presenze e delle reti in nazionale ― Tunisia | Cronologia completa delle presenze e delle reti in nazionale ― Tunisia |
| Data                                                                   | Città                                                                  | In casa                                                                | Risultato                                                              | Ospiti                                                                 | Competizione                                                           | Reti                                                                   | Note                                                                   |
| ---------------------------------------------------------------------- | ---------------------------------------------------------------------- | ---------------------------------------------------------------------- | ---------------------------------------------------------------------- | ---------------------------------------------------------------------- | ---------------------------------------------------------------------- | ---------------------------------------------------------------------- | ---------------------------------------------------------------------- |
| 30-11-2021                                                             | Ar Rayyan                                                              | Tunisia                                                                | 5 – 1                                                                  | Mauritania                                                             | Coppa araba FIFA 2021 - 1º turno                                       | -                                                                      |                                                                        |
| 3-12-2021                                                              | Al Khawr                                                               | Siria                                                                  | 2 – 0                                                                  | Tunisia                                                                | Coppa araba FIFA 2021 - 1º turno                                       | -                                                                      |                                                                        |
| 6-12-2021                                                              | Doha                                                                   | Tunisia                                                                | 1 – 0                                                                  | Emirati Arabi Uniti                                                    | Coppa araba FIFA 2021 - 1º turno                                       | -                                                                      | 86’                                                                    |
| 10-12-2021                                                             | Ar Rayyan                                                              | Tunisia                                                                | 2 – 1                                                                  | Oman                                                                   | Coppa araba FIFA 2021 - Quarti di finale                               | -                                                                      |                                                                        |
| 15-12-2021                                                             | Doha                                                                   | Tunisia                                                                | 1 – 0                                                                  | Egitto                                                                 | Coppa araba FIFA 2021 - Semifinale                                     | -                                                                      |                                                                        |
| 18-12-2021                                                             | Al Khawr                                                               | Tunisia                                                                | 0 – 2 dts                                                              | Algeria                                                                | Coppa araba FIFA 2021 - Finale                                         | -                                                                      | 43’ 101’                                                               |
| 11-10-2024                                                             | Radès                                                                  | Tunisia                                                                | 0 – 1                                                                  | Comore                                                                 | Qual. Coppa d'Africa 2025                                              | -                                                                      |                                                                        |
| 15-10-2024                                                             | Abidjan                                                                | Comore                                                                 | 1 – 1                                                                  | Tunisia                                                                | Qual. Coppa d'Africa 2025                                              | -                                                                      | 32’                                                                    |
| Totale                                                                 |                                                                        | Presenze                                                               | 8                                                                      |                                                                        | Reti                                                                   | 0                                                                      |                                                                        |

## Palmarès

### Club

#### Competizioni nazionali
- Campionato tunisino: 5

Espérance: 2019-2020, 2020-2021, 2021-2022, 2023-2024, 2024-2025
- Coppa di Tunisia: 1

Espérance: 2024-2025